# Burstsort
Burstsort e suas variantes são algoritmos cache-eficientes para a ordenação de strings, e são mais rápidos que o quicksort e o radix sort para grandes conjuntos de dados.
Os algoritmos Burstsort usam tentativas para armazenar prefixos de strings, com arrays crescentes de ponteiros como nodos final contendo sufixos ordenados, únicos (referidos como buckets (baldes)). Algumas variantes copiam as caudas das strings nos buckets. A medida em que os buckets crescem além de um limite pré-determinado, os buckets são "estourados" (burst), dando ao algoritmo o seu nome. Uma variante mais recente, usa um bucket com menor índice de sub-buckets para reduzir o uso de memória.

## Implementações

### C++
```
using
 
System
;

using
 
System
.
Collections
.
Generic
;

using
 
System
.
Linq
;

using
 
System
.
Text
;

using
 
System
.
Threading
.
Tasks
;

namespace
 
burstsort

{

    
class
 
Program

    
{

        
static
 
void
 
Main
(
string
[]
 
args
)

        
{

            
// we have to give an array of string to get sorted

            
string
[]
 
s
 
=
 
{
 
"pole"
,
 
"Aisha"
,
 
"Try"
,
 
"games"
,
 
"Team"
 
};

            
BurstSort
 
b
 
=
 
new
 
BurstSort
();

            
b
.
insert
(
s
);

            
b
.
print
();

        
}

    
}

    
/*

     * Create an instance of BurstSort

     */

    
class
 
BurstSort

    
{

        
/** Maximum number of elements in bucket */

        
static
 
int
 
threshold
 
=
 
32
;

        
/** Size of the alphabet that is supported. */

        
static
 
int
 
alphbet
 
=
 
127
;

        
/** Initial size for new buckets. */

        
static
 
int
 
bucket_start_size
 
=
 
4
;

        
/** The bucket growth factor  */

        
static
 
int
 
bucket_growth_factor
 
=
 
4
;

        
/*

         * Similar to TrieADT we create BurstTrie

         */

        
#region BurstTrie

        
Trie
 
root
;
// Starting point of BurstTrie

        
public
 
BurstSort
()

        
{

            
root
 
=
 
null
;

        
}

        
/*

* "Insertion phase"

         * Inserting string prefix in trie and suffixes in buckets

         */

        
public
 
void
 
insert
(
string
[]
 
s
)

        
{

            
foreach
 
(
string
 
i
 
in
 
s
)

            
{

                
root
 
=
 
insert
(
i
,
 
root
);

            
}

            
/* After insertion phase we traverse to sort the data */

            
traverse
();

        
}

        
private
 
Trie
 
insert
(
string
 
s
,
 
Trie
 
node
)

        
{

            
if
 
(
node
 
==
 
null
)

            
{

                
Trie
 
n
 
=
 
new
 
Trie
();

                
char
 
c
 
=
 
charAt
(
s
);

                
n
.
insert
(
c
,
 
s
);

                
return
 
n
;

            
}

            
else

            
{

                
node
.
insert
(
s
[
0
],
 
s
);

                
return
 
node
;

            
}

        
}

        
/*

* "Traversal phase"

* Travel BurstTrie from left to right

* to sort data

         */

        
public
 
void
 
traverse
()

        
{

            
root
.
traverse
(
0
);

        
}

        
//to print we use print function

        
public
 
void
 
print
()

        
{

            
root
.
print
(
0
);

        
}

        
// utility function return the First character of string

        
public
 
char
 
charAt
(
string
 
s
)

        
{

            
return
 
s
[
0
];

        
}

        
#endregion

        
//Trie node

        
class
 
Trie

        
{

            
Buckets
[]
 
buckets
;

            
List
<
int
>
 
c
;

            
public
 
Trie
()

            
{

                
c
 
=
 
new
 
List
<
int
>
();

                
buckets
 
=
 
new
 
Buckets
[
alphbet
];

            
}

            
/** Inserting Suffixes of particular prefix in buckets */

            
public
 
void
 
insert
(
int
 
x
,
 
string
 
s
)

            
{

                
if
 
(
!
c
.
Contains
(
x
))

                
{

                    
buckets
[
x
]
 
=
 
new
 
Buckets
();

                    
buckets
[
x
].
insert
(
s
.
Substring
(
1
));

                    
c
.
Add
(
x
);

                
}

                
else

                
{

                    
buckets
[
x
].
insert
(
s
.
Substring
(
1
));

                
}

            
}

            
public
 
void
 
traverse
(
int
 
ch
)

            
{

                
//Sorting Prefixes

                
for
 
(
int
 
i
 
=
 
0
;
 
i
 
<
 
c
.
Count
;
 
i
++
)

                
{

                    
for
 
(
int
 
j
 
=
 
0
;
 
j
 
<
 
c
.
Count
;
 
j
++
)

                    
{

                        
if
 
(
c
[
i
]
 
<
 
c
[
j
])

                        
{

                            
int
 
temp
 
=
 
c
[
i
];

                            
c
[
i
]
 
=
 
c
[
j
];

                            
c
[
j
]
 
=
 
temp
;

                        
}

                    
}

                
}

                
for
 
(
int
 
i
 
=
 
0
;
 
i
 
<
 
c
.
Count
;
 
i
++
)
//Calling buckets

                
{

                    
buckets
[
c
[
i
]].
traverse
(
ch
,
 
c
[
i
]);

                
}

            
}

            
public
 
void
 
print
(
int
 
ch
)

            
{

                
for
 
(
int
 
i
 
=
 
0
;
 
i
 
<
 
c
.
Count
;
 
i
++
)
//Calling buckets

                
{

                    
buckets
[
c
[
i
]].
print
(
ch
,
 
c
[
i
]);

                
}

            
}

        
}

        
/*

         * Bucket to store the suffixes of string

         * Array based impelementation of buckets

         */

        
class
 
Buckets

        
{

            
string
[]
 
buc
;
      
//Bucket

            
int
 
h
;
             
//pointer help in inserting elements in bucket

            
int
 
growthFactor
;
  
//by which we increase the size of bucket

            
int
 
initialSize
;
   
//Starting size of bucket

            
int
 
finalLimit
;
    
//Time to burst

            
Trie
 
root
;

            
public
 
Buckets
()

            
{

                
root
 
=
 
null
;

                
finalLimit
 
=
 
threshold
;

                
initialSize
 
=
 
bucket_start_size
;

                
buc
 
=
 
new
 
string
[
initialSize
];

                
h
 
=
 
0
;

                
growthFactor
 
=
 
bucket_growth_factor
;

            
}

            
//Inerting elements in buckets

            
public
 
void
 
insert
(
string
 
s
)

            
{

                
if
 
(
h
 
<
 
initialSize
 
&&
 
h
 
!=
 
finalLimit
)
//When bucket is not full

                
{

                    
buc
[
h
]
 
=
 
s
;

                    
h
++
;

                
}

                
if
 
(
h
 
==
 
initialSize
 
&&
 
h
 
!=
 
finalLimit
)
//When bucket is full

                
{

                    
buc
 
=
 
increaseSize
(
buc
);
//Increasing the size of bucket

                
}

                
if
 
(
h
 
>=
 
finalLimit
)
//When bucket reaches threshold

                
{

                    
/*

* "BURSTING PHASE"

                     * Create a new trie node

                     * Inserting bucket elements in new trie node

                     */

                    
for
 
(
int
 
i
 
=
 
0
;
 
i
 
<
 
h
;
 
i
++
)

                    
{

                        
insert
(
buc
[
i
]);
//Calling the same method which we use before

                    
}

                
}

            
}

            
/*

             * Increase size of bucket by bucket_growth_factor

             */

            
public
 
string
[]
 
increaseSize
(
string
[]
 
b
)

            
{

                
initialSize
 
*=
 
growthFactor
;

                
string
[]
 
a
 
=
 
new
 
string
[
initialSize
];

                
for
 
(
int
 
i
 
=
 
0
;
 
i
 
<
 
b
.
Length
;
 
i
++
)

                
{

                    
a
[
i
]
 
=
 
b
[
i
];

                
}

                
return
 
a
;

            
}

            
/** traversing the buckets */

            
public
 
void
 
traverse
(
int
 
c
,
 
int
 
ch
)

            
{

                
if
 
(
root
 
==
 
null
)

                
{

                    
for
 
(
int
 
i
 
=
 
0
;
 
i
 
<
 
h
;
 
i
++
)

                    
{

                        
if
 
(
h
 
>
 
1
)
//when the size of bucket is more than one

                        
{

                            
/** Applying Multikey_Quick_Sort to sort buckets */

                            
MultikeyQuickSort
 
sort
 
=
 
new
 
MultikeyQuickSort
();

                            
buc
 
=
 
sort
.
sort
(
buc
,
 
0
,
 
h
 
-
 
1
,
 
0
);

                        
}

                    
}

                
}

                
else

                
{

                    
root
.
traverse
(
ch
);

                
}

            
}

            
//To print the sorted data

            
public
 
void
 
print
(
int
 
c
,
 
int
 
ch
)

            
{

                
if
 
(
root
 
==
 
null
)

                
{

                    
for
 
(
int
 
i
 
=
 
0
;
 
i
 
<
 
h
;
 
i
++
)

                    
{

                        
Console
.
Write
(
Convert
.
ToChar
(
c
));

                        
Console
.
WriteLine
(
Convert
.
ToChar
(
ch
)
 
+
 
buc
[
i
]);

                    
}

                
}

                
else

                
{

                    
root
.
print
(
ch
);

                
}

            
}

        
}

        
class
 
MultikeyQuickSort

        
{

            
/*

             * Multikey_Quick_Sort divide array into three parts

             *

             * 1-greater than pivot

             * 2-less than pivot

             * 3-equal to pivot

             *

             */

            
public
 
String
[]
 
sort
(
String
[]
 
a
,
 
int
 
lo
,
 
int
 
hi
,
 
int
 
d
)

            
{

                
if
 
(
hi
 
<=
 
lo
)
 
return
 
a
;

                
int
 
lt
 
=
 
lo
,
 
gt
 
=
 
hi
;

                
string
 
s1
 
=
 
a
[
lo
];
//pivot

                
int
 
v
 
=
 
-1
;

                
if
 
(
d
 
<
 
s1
.
Length
)

                
{

                    
v
 
=
 
s1
[
d
];

                
}

                
int
 
i
 
=
 
lo
 
+
 
1
;

                
while
 
(
i
 
<=
 
gt
)

                
{

                    
string
 
s
 
=
 
a
[
i
];

                    
int
 
t
 
=
 
-1
;

                    
if
 
(
d
 
<
 
s1
.
Length
)

                    
{

                        
t
 
=
 
s
[
d
];

                    
}

                    
if
 
(
t
 
<
 
v
)
 
interChange
(
a
,
 
lt
++
,
 
i
++
);
    
//part 1

                    
else
 
if
 
(
t
 
>
 
v
)
 
interChange
(
a
,
 
i
,
 
gt
--
);
 
//part 2

                    
else
 
i
++
;
                                
//part 3

                
}

                
sort
(
a
,
 
lo
,
 
lt
 
-
 
1
,
 
d
);

                
if
 
(
v
 
>=
 
0
)

                    
sort
(
a
,
 
lt
,
 
gt
,
 
d
 
+
 
1
);

                
sort
(
a
,
 
gt
 
+
 
1
,
 
hi
,
 
d
);

                
return
 
a
;

            
}

            
//utility function which interchange the string values

            
private
 
void
 
interChange
(
String
[]
 
a
,
 
int
 
i
,
 
int
 
j
)

            
{

                
String
 
temp
 
=
 
a
[
i
];

                
a
[
i
]
 
=
 
a
[
j
];

                
a
[
j
]
 
=
 
temp
;

            
}

        
}

    
}

}

```